# سيدي أحمد أوحامد
سيدي أحمد أومحماد (بالإنجليزية: SIDI HMAD OU HAMED)‏ هي جماعة قروية تابعة لإقليم الصويرة ضمن جهة مراكش آسفي بالمغرب. بلغ مجموع عدد سكان سيدي أحمد أومحماد  حسب إحصاءات 2004 حوالي 4301 نسمة يعيشون في 854 أسرة.